# 黃安 (永樂進士)
黃安，福建福州府闽县人，明朝政治人物、進士出身。

## 生平
建文四年，福建壬午乡试中舉。永樂四年，登丙戌科會試中進士，授吏部考功主事。